# Vänö
Vänö je název pro vesnici v obci Kemiönsaari ve finské provinicii Vlastní Finsko a také pro ostrov v souostroví Hiittinen. Celoročně zde žije 15 obyvatel. Na ostrov jezdí z vesnice Kasnäs trajekt Stella.
Ve východní části ostrova se nachází kaple z roku 1975, přičemž původní stála na stejném místě již v 17. století. Během léta se v kapli pravidelně konají bohoslužby.
Ostrov Vänö je atraktivní svými kvetoucími loukami a pasoucími se ovcemi. Pro ptačí oblast Vänö je charakteristický výskyt sovy pálené, jejíž hnízdní populace je pravděpodobně nejhustší ve Finsku.